# エリック・エルムセーター
エリック・エルムセーター（Fritz Erik Elmsäter、1919年10月7日 - 2006年3月9日）は、スウェーデンの陸上競技選手。スキー選手。1948年ロンドンオリンピックの銀メダリストである。

## 経歴
エルムセーターは3000m障害の選手として活躍。当時の3000m障害は、1954年に障害物28個、水濠7個と規格が統一化されるまで、障害物の数や形に明確なルールがなかった。この時代、エルムセーターは1943年から1946年まで4度スウェーデンチャンピオンに輝いている。このうち、1943年には9分03秒4、1944年には史上初の8分台の8分59秒6と2度の非公式の世界最高記録を出している。なお、1944年の世界最高記録は37個の障害物で達成している。
1946年には、戦後初となるヨーロッパ選手権に出場。3000m障害は37個の障害物で行われ、フランスのラファエル・プジャゾンに次ぎ、9分11秒0で銀メダルを手にしている。3位には同じスウェーデンのトーレ・ショーストランドが入っている。
1948年にはロンドンオリンピックに出場。非公式の世界記録保持者であったエルムセーターは、プジャゾン、ショーストランドとともに金メダル候補であった。レースは、ショーストランドが9分04秒6で優勝。エルムセーターは銀メダルを獲得した。3位には、同じスウェーデンのイェーテ・ハーグストレームが入り、スウェーデンが表彰台を独占した。

### 冬季オリンピックの経歴
エルムセーターは、ロンドンオリンピックの半年前に、ノルディックスキーの選手として、サンモリッツオリンピックに出場している。クロスカントリー（18km）では、1時間22分12秒で19位。さらにノルディック複合にも出場。9位という成績を残している。
4年後の1952年には、ノルディック複合のスウェーデンチャンピオンとなり、オスロオリンピックに出場。しかし、結果は13位であった。さらに、クロスカントリー（18km）も56位と振るわなかった。
エルムセーターは、スウェーデン軍の将校であったが、1960年代にはラジオ、テレビのスポーツ番組のディレクターとしても活躍した。

## 主な実績

### 陸上競技
| 年   | 大会                 | 場所               | 種目      | 結果 | 記録     |
| ---- | -------------------- | ------------------ | --------- | ---- | -------- |
| 1946 | ヨーロッパ陸上選手権 | オスロ(ノルウェー) | 3000m障害 | 2位  | 9分11秒0 |
| 1948 | オリンピック         | ロンドン(イギリス) | 3000m障害 | 2位  | 9分08秒2 |

### スキー
- 1948年サンモリッツオリンピック
  - クロスカントリー18km　19位
  - ノルディック複合　9位
- 1952年オスロオリンピック
  - クロスカントリー18km　56位
  - ノルディック複合　13位